# Eupithecia relictata
Eupithecia relictata är en fjärilsart som beskrevs av Karl Dietze 1903. Eupithecia relictata ingår i släktet Eupithecia och familjen mätare. Inga underarter finns listade i Catalogue of Life.